# Строппа, Марко
Ма́рко Стро́ппа (итал. Marco Stroppa, 8 декабря 1959, Верона) — итальянский композитор.

## Биография
Учился в консерваториях Вероны, Милана, Венеции. В 1980—1984 годах сотрудничал с Центром компьютерной сонологии Падуанского университета, в 1984—1986 годах по гранту фонда Фулбрайта работал в Массачусетском технологическом институте. По приглашению Пьера Булеза в 1987—1990 годах работал в IRCAM. С 1987 годах вёл курс компьютерной музыки в рамках фестиваля Бартока в Сомбатхее.

## Сочинения

### Оперы и балеты
- Hidinefte, ou l’autre face de Traiettoria (1989), опыт компьютерного звукоизвлечения
- Proemio (1990), опера для радио
- Leggere il Decamerone — Computer music for 160 radio broadcasts devoted to the integral reading of G. Boccaccio’s Decameron (1990)
- Träume vom Fliegen (1990), компьютерная музыка для балета акробатов и канатоходцев
- in cielo in terra in mare (1992), опера для радио
- …1995…2995…3695… (1995), музыкальная комедия
- Race, пьеса для памяти, слова и фортепиано (1997)
- Re Orso (2012)

### Хоровая и вокальная музыка
- Come Natura di Foglia (2002) для голоса и электроники
- Cantilena (2003) для трех смешанных хоров на слова Амелии Роселли, Райнера Кунце, Эрнста Яндля и Ханса Магнуса Энценсбергера
- Lamento (2004) для смешанного хора на слова Изумрудной скрижали Гермеса Трисмегиста

### Симфоническая музыка
- Metabolai (1982) для камерного оркестра
- Hiranyaloka (1994) для оркестра
- Ritratti senza volto — Tre quadri per orchestra (2007)

### Музыка для инструментов с оркестром
- Upon a Blade of Grass (1996, rev. 2005) для фортепиано и оркестра
- From Needle’s Eye (2001) для тромбона, квинтета и перкуссии
- And one by one we drop away (2006) для виолончели и оркестра
- A like milk spilt (2008) для аккордеона и оркестра

### Музыка для ансамбля
- Étude pour Pulsazioni (1989)
- élet…fogytiglan — dialogo immaginario fra un poeta e un filosofo (1997)

### Камерная музыка
- Un Segno nello Spazio (1992) для струнного квартета
- Nous sommes l’air, par la terre… (2003) для альта и аккордеона
- Hommage à Gy. K. (2004) для кларнета, альта и фортепиано
- Opus nainileven, cinque requies per la democrazia (2004) для духового квинтета
- Ossia, Seven Strophes for a Literary Dron (2005) для скрипки, альта и фортепиано
- gla-dya, études sur les rayonnements jumeaux (2007) для двух валторн

### Музыка для инструмента соло
- Ay, there’s the rub (2001) для виолончели
- Miniature Estrose, Primo Libro (1991—2002) для фортепиано
- Miniature Estrose, Secondo Libro (2005) для фортепиано

### Электронная музыка
- Traiettoria (1984, rev. 1988) для фортепиано и электроники
- Spirali’’ (1988) для струнного квартета в электронном переложении
- Auras (1995) для перкусии и электроники
- little i (1996) для флейты и электроники
- Zwielicht (1998) для контрабаса, перкуссии и электроники
- I will not kiss your f.ing flag (2005) для тромбона и электроники
- …of Silence (2008) для саксофона, компьютера и электроники

## Исполнители
Среди исполнителей музыки композитора — Оркестр Юго-Западного радио Германии под управлением Михаэля Гилена, камерный хор Accentus, квартет Ардитти, Теодоро Анцеллотти, Пьер-Лоран Эмар.

## Педагогическая деятельность
Преподавал в Лионе, Париже, с 1999 преподает в Штутгарте, где сменил Хельмута Лахенмана.